# Legumea (Ort)
Legumea ist ein osttimoresisches Dorf in der Gemeinde Liquiçá. Es liegt in der Aldeia Legumea (Suco Fatumasi, Verwaltungsamt Bazartete) auf 772 m Höhe. Legumea ist nur über eine schlecht ausgebaute Straße zu erreichen. Viele Häuser liegen abseits der Straße. Hangaufwärts befindet sich in der Ostspitze der Aldeia eine Grundschule und auf dem Bergrücken Bazartete, der Hauptort des Sucos und des Verwaltungsamtes. Westlich fließt im Tal der Hatunapa, ein Quellfluss des Carbutaeloa.